# 의릉 (조선 경종)
의릉(懿陵)은 대한민국 서울특별시 성북구에 있는 무덤으로 조선 제20대 왕 경종과 계비 선의왕후 어씨의 능이다. 대한민국 사적 204호로, 서울특별시 성북구 석관동 1-5에 위치한다.

## 개요
경종이 후사를 남기지 못한 채 경종 4년(1724) 8월 25일 창경궁 환취정(環翠亭)에서 37세를 일기로 승하하자 영조 즉위년(1724) 9월 묘호(廟號)를 경종, 무덤의 이름을 의릉이라 하고, 이 해 12월 양주 남쪽의 중량포(中梁浦)의 천장산(天藏山) 언덕에 장례 지냈다.
선의왕후 어씨는 본관이 함종(咸從)으로 영조 6년(1730) 6월 29일 경희궁 어조당(魚藻堂)에서 소생없이 승하하니 춘추 26세였고, 시호를 선의(宣懿), 무덤의 이름을 의릉이라 하여 10월에 천장산 경종릉 아래에 장례를 지냈다.
의릉이 여주 효종의 영릉(寧陵)과 같이 쌍릉이면서도 좌우가 아닌 위 아래로 자리잡은 것은 좌우로 무덤을 만들 경우 능침(陵寢)이 정혈(正穴)을 벗어난다는 풍수지리설에 따랐기 때문이다.
왕릉에는 병풍석(屛風石)을 세우지 아니하고 능침 주위로 12칸의 난간석을 설치하였으며, 그 밖으로 양석(羊石)과 호석(虎石) 각 2쌍, 상석(床石) 1좌, 망주석(望柱石) 1쌍, 3면의 곡장(曲墻)으로서 위 층계를 이루었다. 그 한 단 아래에는 문인석(文人石)과 마석(馬石) 각 1쌍, 사각형 명등석(明燈石) 1좌가 있고, 그 아래 층계에는 무인석·마석 각 1쌍이 배치되어 있다. 왕릉 아래 왕비릉은 곡장이 없는 것을 제외하고, 나머지 난간석·양석·호석·상석·망주석·명등석·문인석·무인석·마석의 설치는 왕릉과 같다.
왕비릉 언덕 아래에 정자각(丁字閣)·비각(碑閣), 그리고 입구에 홍살문(紅箭門)이 있다. 재실(齋室)은 홍살문 동북방 도로변에 있었으나, 고종의 셋째 아들이며 대한제국 마지막 황태자였던 영친왕(英親王) 이은(李垠)이 1970년 5월 서거한 후 경기도 남양주시 금곡동(金谷洞) 홍릉(洪陵)·유릉(裕陵) 경역내에 영원(英園)을 조성한 후, 1973년도에 영원의 재실로서 옮겨 세워졌으며, 그 터는 일반 주택지가 되었다.
의릉은 아담한 천장산 산자락 밑에 위치 되어 단풍이 아름다우며 넓은 잔디밭이 있는 주민휴식공간이다. 1시간정도 걸리는 의릉산책로는 늘 한적해서 명상을 하면서 둘러보기에 더 없이 좋고, 아이들에게도 훌륭한 교육의 현장이 되고 있다.

## 관람 안내
- 관람시간 : (2월~5월, 9월~10월) 09:00-18:00, (6월~8월) 09:00~18:30, (11월~1월) 09:00~17:30
- 휴관일 : 매주 월요일
- 입장시간은 폐장 1시간 전까지
- 관람요금 : 1,000원(개인, 만25세~64세), 문화가 있는 날(매월 마지막 수요일은 무료관람)

## 사진

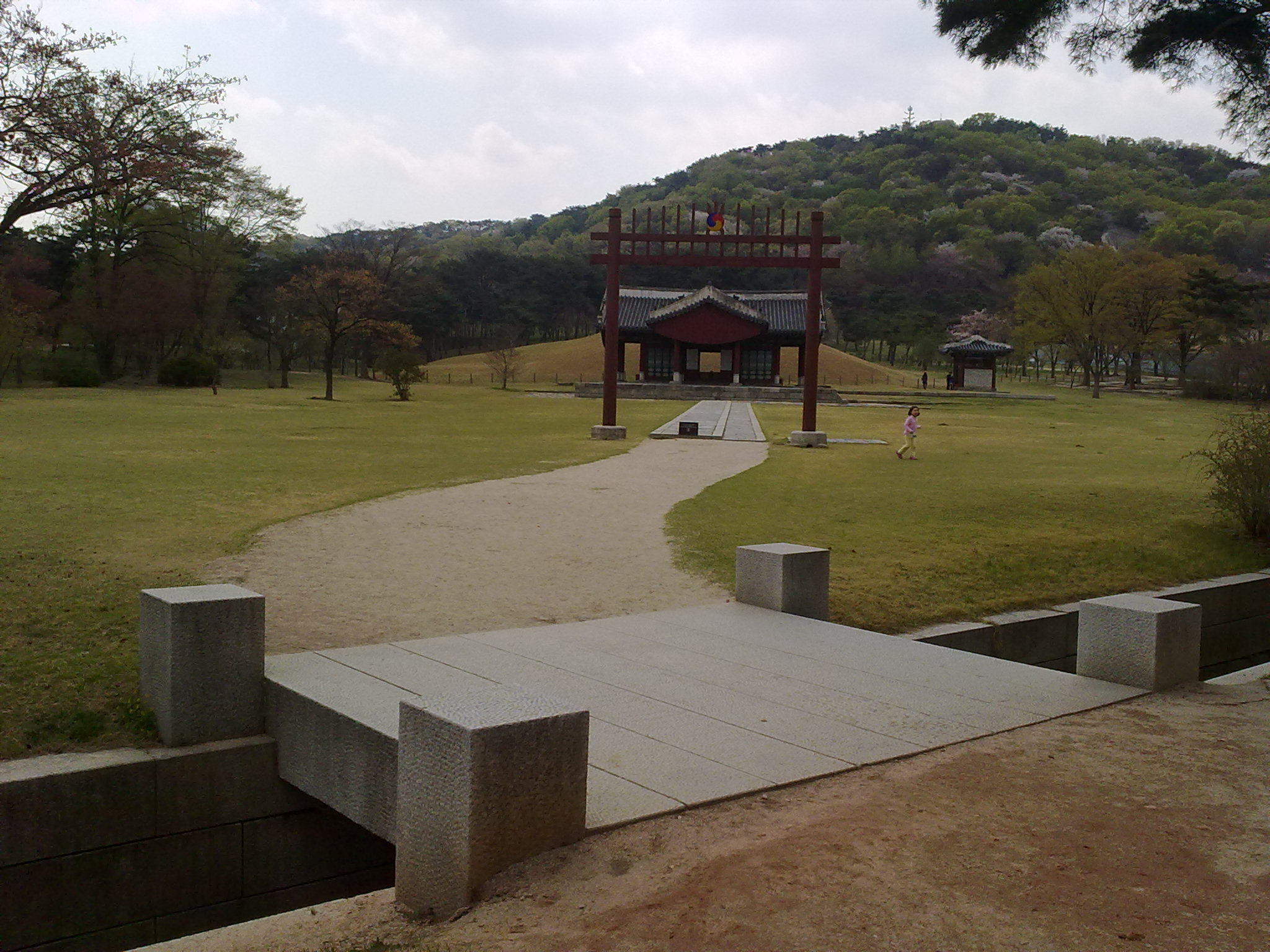
의릉 전경
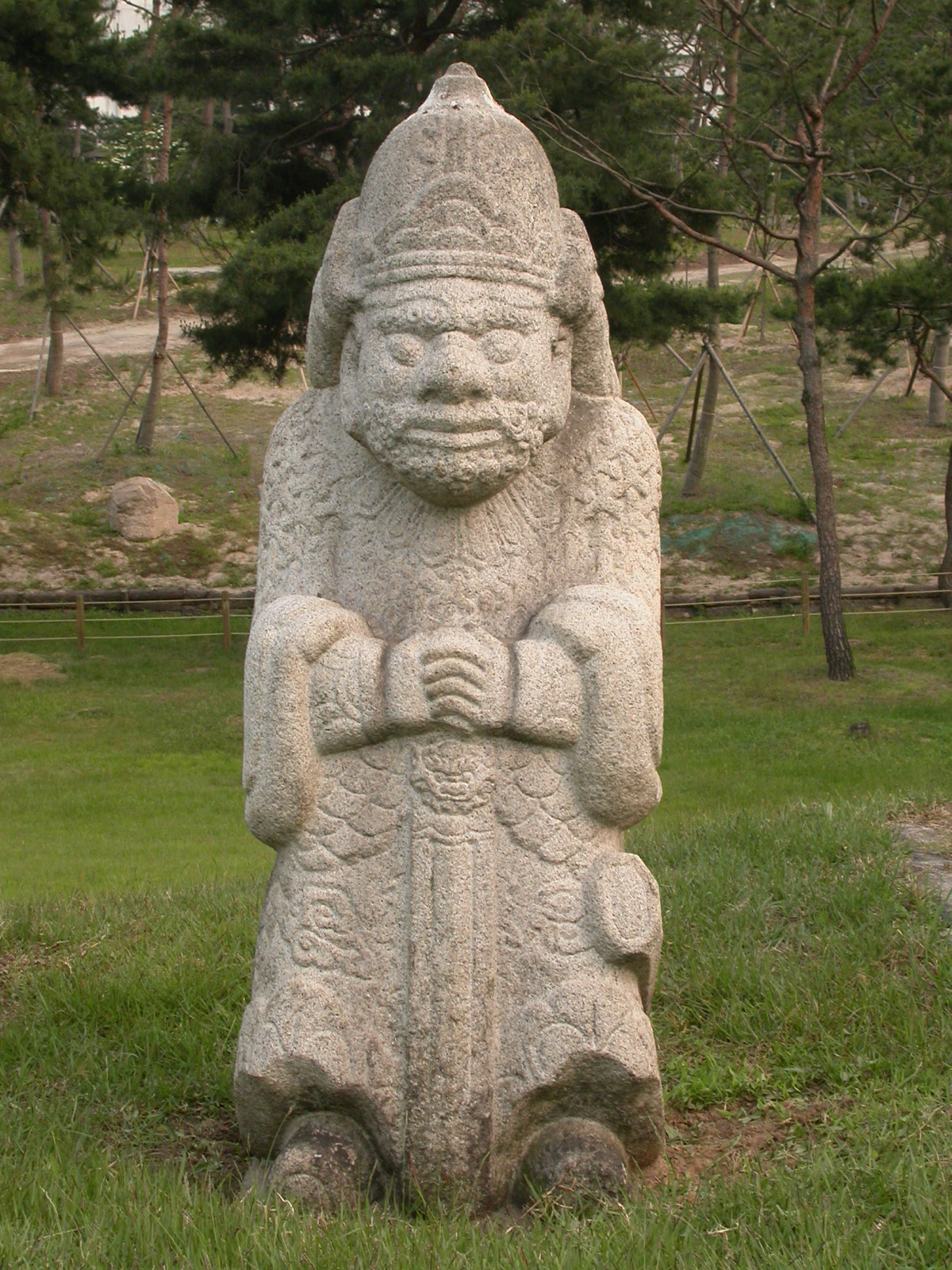
무인석 (경종)
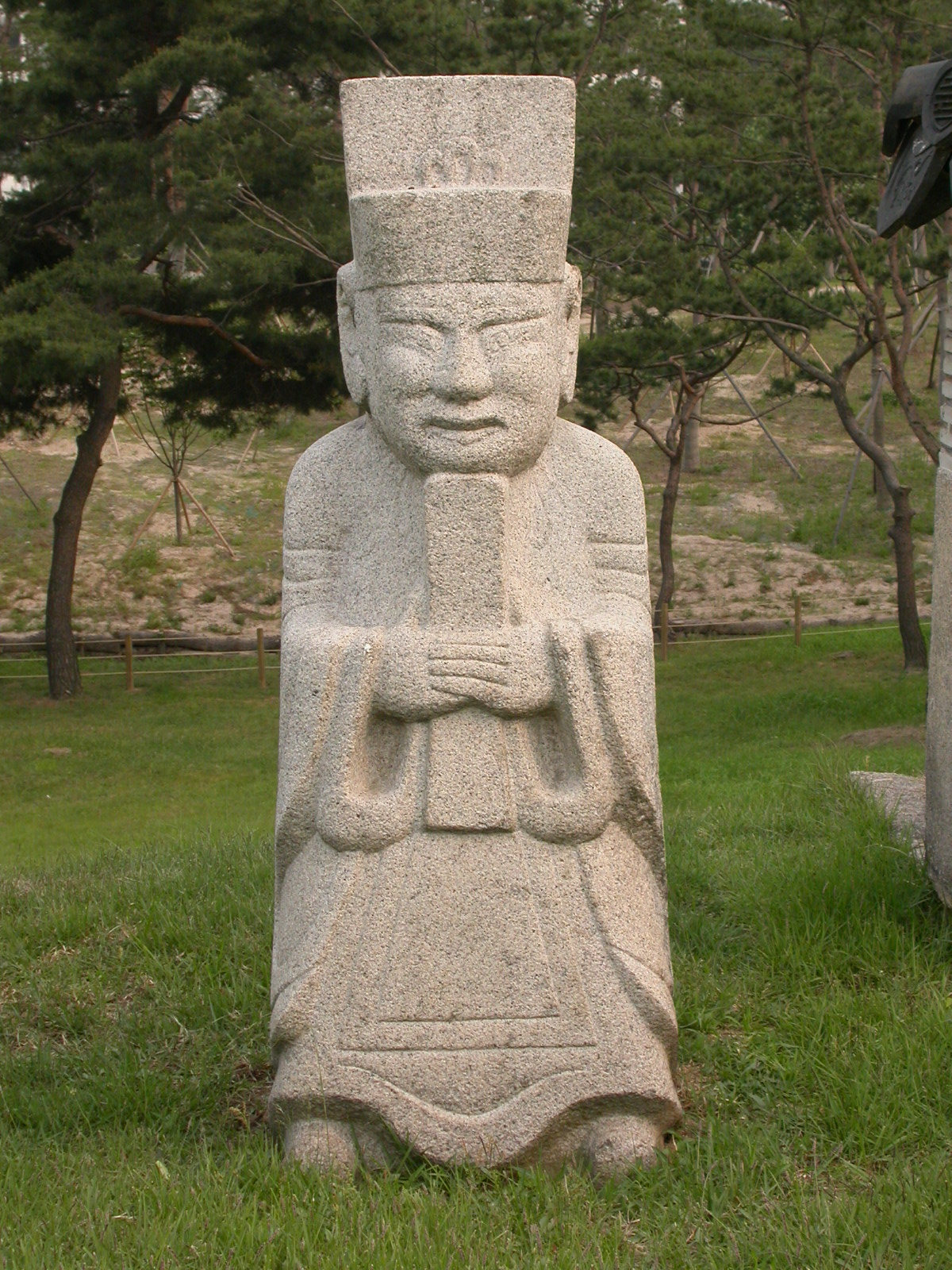
문인석 (경종)
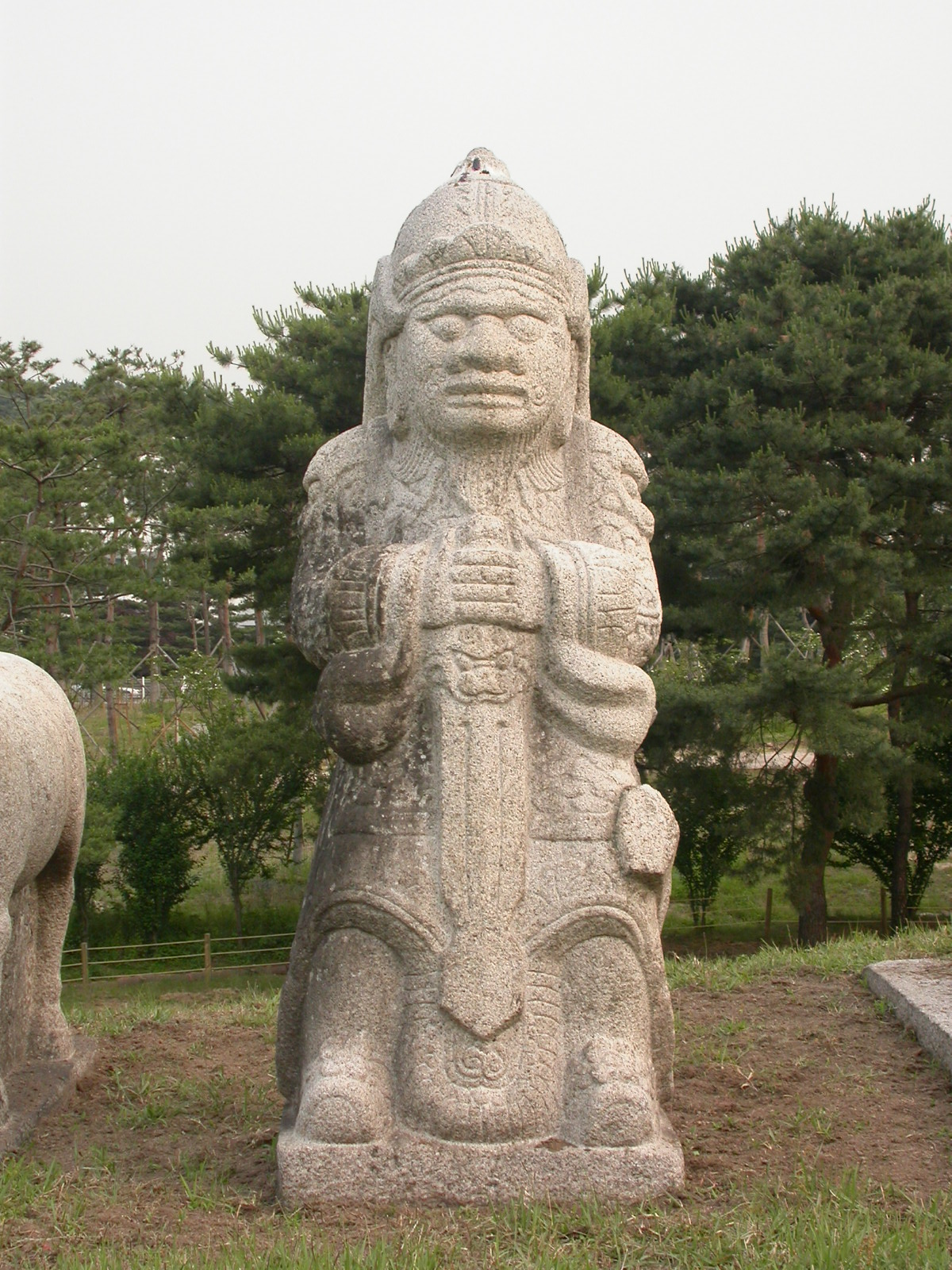
무인석 (선의왕후)
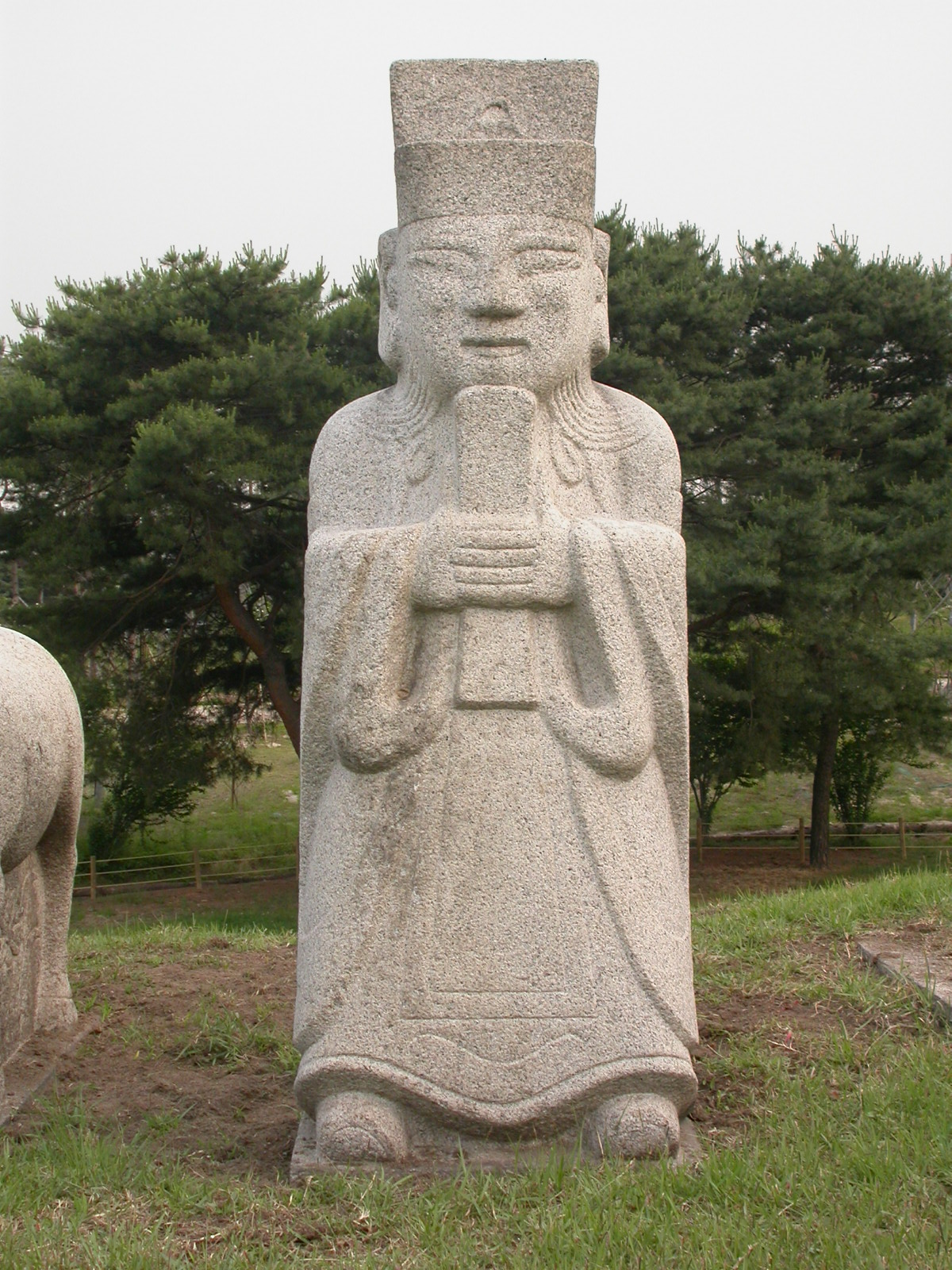
문인석 (선의왕후)
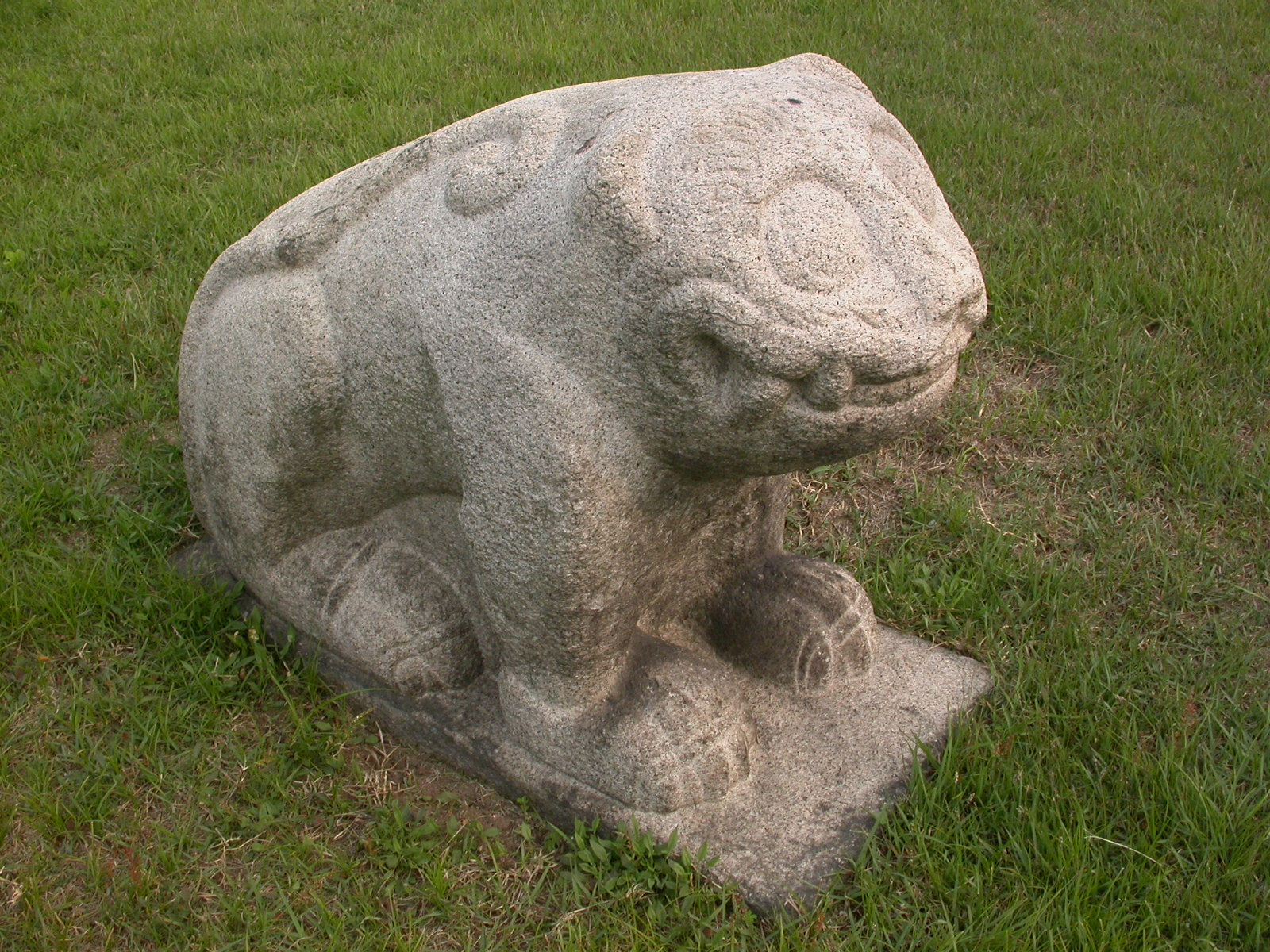
호석 (경종)
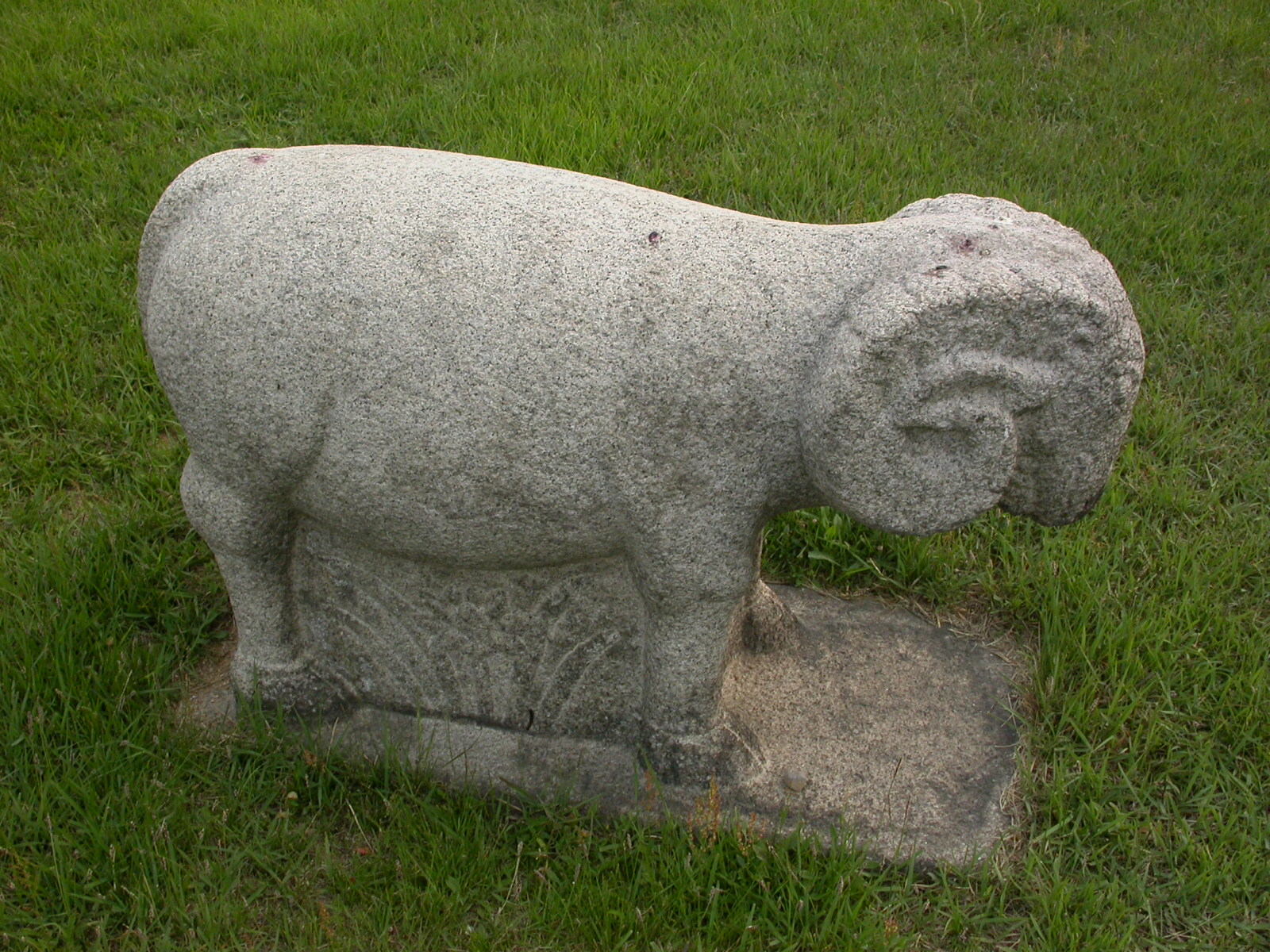
양석 (경종)

## 같이 보기
- 조선왕릉
- 경종
- 선의왕후